# Variegata di Bologna
'Variegata di Bologna' (ce qui signifie « Panachée de Bologne ») est un cultivar de rosier Bourbon obtenu avant 1909 par le rosiériste italien Massimiliano Lodi et introduit par Gaetano Bonfiglioli et Lodi en 1909 à Bologne. Il est fameux par ses grosses fleurs panachées striées de rouge cramoisi et de blanc rosé, et c'est une variété toujours très répandue.

## Description
'Variegata di Bologna' se présente sous la forme d'un arbuste de bonne végétation de 150 cm à 220 cm de hauteur et de 150 cm d'envergure qui peut être palissé ou installé dans une plate-bande. Ses rameaux sont souples et arqués, au feuillage mat vert clair. Ce rosier est remarquable par ses fleurs doubles globuleuses panachées de magenta, de rouge cramoisi et de blanc rosé et parfumées. Elles mesurent 8 cm et présentent de 39 à 60 pétales en quartiers. Elles fleurissent en petits bouquets de trois à six roses en juin-juillet et plus timidement à l'automne. Elles ne produisent pas de fruits.

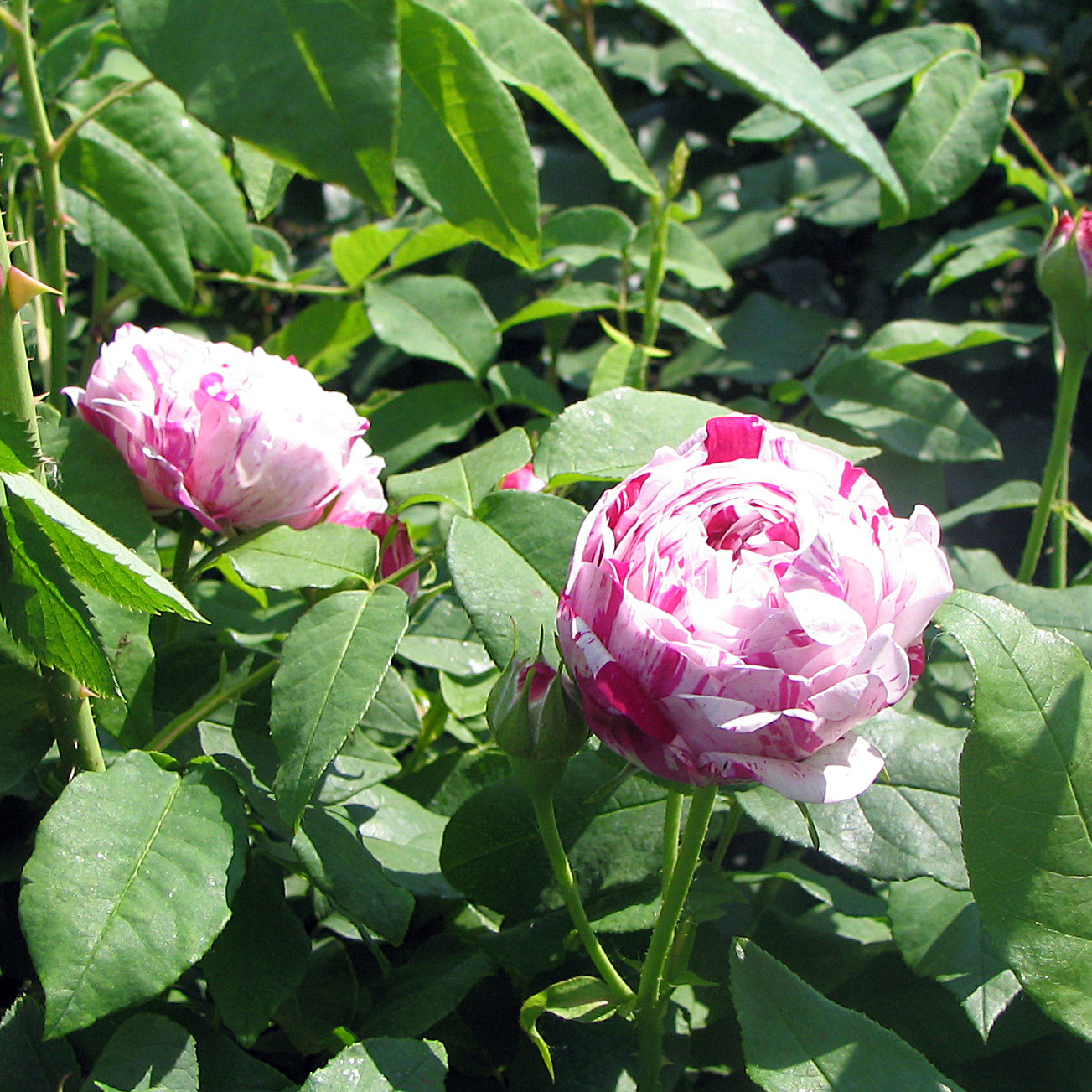
Fleurs en buisson.

## Culture
Ce rosier a besoin de soleil pour bien fleurir. Il peut être conduit en petit grimpant. Il a besoin de soins pour éviter les maladies, notamment celle des taches noires. Il tolère des températures hivernales de l'ordre de -20°.